# Distretto rurale dell'Area Occidentale
Il distretto rurale dell'Area Occidentale è un distretto della Sierra Leone situato nell'Area Occidentale.
Il distretto comprende l'hinterland della capitale Freetown.

## Città
Le città principali del distretto sono: Waterloo, Leicester, Pepel, Koya, York e Benguema.